# يارتسيفو
يارتسيفو (بالروسية: Ярцево) هي إحدى مدن روسيا في الكيان الفدرالي الروسي سمولينسك أوبلاست.

## أعلام
- سفيتلانا شكولينا